# Bitte Nygren
Helena Birgitta (Bitte) Nygren, född 22 februari 1961, är en svensk arkitekt.
Bitte Nygren utbildade sig till arkitekt på Chalmers tekniska högskola och studerat vid Det Kongelige Danske Kunstakademi i Köpenhamn. Hon har varit chef för Form/Design Center i Malmö och överintendent på Arkitekturmuseet i Stockholm 1999–2008. Hon var under 2012-2014 prefekt för Högskolan för design och konsthantverk inom Göteborgs universitet.